# Liste des papillons de Guinée

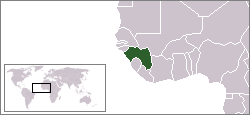
Localisation de la Guinée

Voici une liste des papillons de Guinée. Environ 583 espèces sont connues de Guinée, dont sept sont endémiques.

## Papilionidés

### Papilioninae

#### Papilionini
- Papilio antimachus Drury, 1782
- Papilio zalmoxis Hewitson, 1864
- Papilio nireus Linnaeus, 1758
- Papilio chrapkowskoides nurettini Koçak, 1983
- Papilio sosia Rothschild & Jordan, 1903
- Papilio dardanus Brun, 1776
- Papilio phorcas Cramer, 1775
- Papilio zenobia Fabricius, 1775
- Papilio cyproeofila Butler, 1868
- Papilio démodocus Esper, [1798]
- Papilio horribilis Butler, 1874
- Papilio menestheus Drury, 1773

#### Leptocercini
- Graphium antheus (en) (Cramer, 1779)
- Graphium policenes (en) (Cramer, 1775)
- Graphium liponesco (en) (Suffert, 1904)
- Graphium angolanus baronis (en) (Ungemach, 1932)
- Graphium leonidas (en) (Fabricius, 1793)
- Graphium tynderaeus (en) (Fabricius, 1793)
- Graphium latreillianus (en) (Godart, 1819)
- Graphium adamastor (Boisduval, 1836)
- Graphium almansor dufranei (en) Collins & Larsen, 2008

## Pieridés

### Pseudopontiinae
- Pseudopontia paradoxa (en) (Felder & Felder, 1869)

### Coliadinae
- Brigitta Eurema (Stoll, [1780])
- Eurema desjardinsii marshalli (Butler, 1898)
- Eurema regularis (en) (Butler, 1876)
- Eurema hapale (en) (Mabille, 1882)
- Eurema hecabe solifera (Butler, 1875)
- Eurema senegalensis (en) (Boisduval, 1836)
- Catopsilia florella (Fabricius, 1775)

### Pierinae
- Colotis antévippe (Boisduval, 1836)
- Colotis euippe (Linnaeus, 1758)
- Colotis évagore antigone (Boisduval, 1836)
- Nepheronia argia (en) (Fabricius, 1775)
- Nepheronia pharis (en) (Boisduval, 1836)
- Nepheronia thalassina (en) (Boisduval, 1836)
- Leptosie alcesta (Stoll, [1782])
- Leptosia hybrida (en) Bernardi, 1952
- Leptosia medusa (en) (Cramer, 1777)

#### Pierini
- Appias epaphia (en) (Cramer, [1779])
- Appias sabina (en) (Felder & Felder, [1865])
- Mylothris aburi (en) Larsen et Collins, 2003
- Mylothris chloris (en) (Fabricius, 1775)
- Mylothris hilara (en) (Karsch, 1892)
- Mylothris poppea (en) (Cramer, 1777)
- Mylothris schumanni (en) Suffert, 1904
- Mylothris dimidiata (en) Aurivillius, 1898
- Belenois aurota (Fabricius, 1793)
- Belenois calypso (en) (Drury, 1773)
- Belenois creona (en) (Cramer, [1776])
- Belenois hedyle ianthe (en) (Doubleday, 1842)
- Belenois subeida (en) (Felder & Felder, 1865)
- Belenois theora (en) (Doubleday, 1846)

## Lycaenidae

### Miletinae

#### Liphyrini
- Euliphyra hewitsoni (en) Aurivillius, 1899
- Aslauga guineensis (en) Collins & Libert, 1997

#### Miletini
- Spalgis lemolea lemolea (en) Druce, 1890
- Spalgis lemolea pilos (en) Druce, 1890
- Lachnocnema emperamus (en) (Snellen, 1872)
- Lachnocnema vuattouxi (en) Libert, 1996

### Poritiinae

#### Liptenini
- Ptelina carnuta (en) (Hewitson, 1873)
- Pentila abraxas (en) (Westwood, 1851)
- Pentila bennetti (en) Collins & Larsen, 2003
- Pentila hewitsoni (en) (Grose-Smith & Kirby, 1887)
- Pentila pauli abri (en) Collins & Larsen, 2001 (nom du manuscrit)
- Pentila petreoides (en) Bethune-Baker, 1915
- Pentila preussi preussi (en) Staudinger, 1888
- Pentila preussi fayei (en) Stempffer, 1963
- Ornipholidotos issia (en) Stempffer, 1969
- Mimacraea neurata (en) Hollande, 1895
- Liptena albicans (en) Cator, 1904
- Liptena alluaudi (en) Mabille, 1890
- Liptena ferrymani bigoti (en) Stempffer, 1964
- Liptena ferrymani bissau (en) Collins & Larsen, 2003
- Liptena griveaudi (en) Stempffer, 1969
- Liptena helena (en) (Druce, 1888)
- Liptena septistrigata (en) (Bethune-Baker, 1903)
- Liptena similis (en) (Kirby, 1890)
- Liptena simplicia (en) Möschler, 1887
- Liptena xanthostola coomassiensis (en) Hawker-Smith, 1933
- Kakumia otlauga (en) (Grose-Smith & Kirby, 1890)
- Tetrarhanis diversa (en) (Bethune-Baker, 1904)
- Falcuna leonensis (en) Stempffer & Bennett, 1963
- Larinopoda eurema (en) (Plötz, 1880)
- Eresina maesseni (en) Stempffer, 1956
- Eresiomera isca occidentalis (en) Collins & Larsen, 1998
- Citrinophila similis (en) (Kirby, 1887)

#### Épitolini
- Epitola posthumus (en) (Fabricius, 1793)
- Epitola uranioides occidentalis (en) Libert, 1999
- Cerautola crowleyi (en) (Sharpe, 1890)
- Cerautola miranda (en) (Staudinger, 1889)
- Stempfferia leonina (en) (Staudinger, 1888)
- Stempfferia michelae (en) Libert, 1999
- Cephetola cephena (en) (Hewitson, 1873)
- Epitolina dispar (en) (Kirby, 1887)
- Epitolina melissa (en) (Druce, 1888)
- Aethiopana honorius divisa (en) (Butler, 1901)
- Hewitsonia boisduvalii (en) (Hewitson, 1869)
- Hewitsonia occidentalis (en) Bouyer, 1997

### Aphnées
- Pseudaletis malangi (en) Collins & Larsen, 1995
- Pseudaletis leonis (en) (Staudinger, 1888)
- Pseudaletis richardi (en) Stempffer, 1952
- Lipaphnaeus leonina (en) (Sharpe, 1890)
- Cigaritis avriko (en) (Karsch, 1893)
- Cigaritis iza (en) (Hewitson, 1865)
- Cigarite du Mozambique (en) (Bertoloni, 1850)
- Cigaritis nilus (en) (Hewitson, 1865)
- Zeritis neriene (en) Boisduval, 1836
- Axiocerses harpax (en) (Fabricius, 1775)
- Axiocerses amanga borealis (en) Aurivillius, 1905
- Aphnaeus jefferyi (en) Hawker-Smith, 1928
- Aphnaeus orcas (en) (Drury, 1782)

### Théclines
- Dapidodigma hymen (en) (Fabricius, 1775)
- Myrina silenus (en) (Fabricius, 1775)
- Myrina subornata (en) Lathy, 1903
- Oxylides faunus (en) (Drury, 1773)
- Hypolycaena anara (en) Larsen, 1986
- Hypolycaena antifaunus (en) (Westwood, 1851)
- Hypolycaena dubia (en) Aurivillius, 1895
- Hypolycaena hatita (en) Hewitson, 1865
- Hypolycaena liara (en) Druce, 1890
- Hypolycaena philippus (en) (Fabricius, 1793)
- Hypolycaena scintillans (en) Stempffer, 1957
- Iolaus eurisus eurisus (en) (Cramer, 1779)
- Iolaus eurisus helius (en) (Fabricius, 1781)
- Iolaus aethria (en) Karsch, 1893
- Iolaus leonis (en) (Riley, 1928)
- Iolaus djaloni (en) Collins & Larsen, 1998
- Iolaus iasis (en) Hewitson, 1865
- Iolaus maesa (en) (Hewitson, 1862)
- Iolaus moyambina (en) (Stempffer & Bennett, 1959)
- Iolaus normani meamui (en) Collins & Larsen, 2005
- Iolaus menas (en) Druce, 1890
- Iolaus alcibiades (en) Kirby, 1871
- Iolaus calisto (en) (Westwood, 1851)
- Iolaus mane (en) Collins & Larsen, 2003
- Iolaus timon (en) (Fabricius, 1787)
- Iolaus catori (en) Bethune-Baker, 1904
- Iolaus kyabobo (en) Larsen, 1996
- Stugeta marmoreus (en) (Maître d'hôtel, 1866)
- Pilodeudorix catori (en) (Bethune-Baker, 1903)
- Pilodeudorix leonina (en) (Bethune-Baker, 1904)
- Pilodeudorix otraeda (en) (Hewitson, 1863)
- Pilodeudorix caerulea (en) (Druce, 1890)
- Pilodeudorix camerona (en) (Plötz, 1880)
- Pilodeudorix diyllus diyllus (en) (Hewitson, 1878)
- Pilodeudorix diyllus occidentalis (en) Libert, 2004
- Pilodeudorix zela (en) (Hewitson, 1869)
- Pilodeudorix aucta (en) (Karsch, 1895)
- Pilodeudorix violetta (en) (Aurivillius, 1897)
- Paradeudorix eleala viridis (en) (Stempffer, 1964)
- Paradeudorix eleala parallela (en) (Collins & Larsen, 2000)
- Paradeudorix petersi (en) (Stempffer & Bennett, 1956)
- Hypomyrina mimetica (en) Libert, 2004
- Deudorix antalus (Hopffer, 1855)
- Deudorix dinochares (en) Grose-Smith, 1887
- Deudorix dinomenes diomedes (en) Jackson, 1966
- Deudorix galathea (en) (Swainson, 1821)
- Deudorix lorisona lorisona (en) (Hewitson, 1862)
- Deudorix lorisona abriana (en) Libert, 2004
- Deudorix odana (en) Druce, 1887

### Polyommatines

#### Lycaenesthini
- Anthene amarah (en) (Guérin-Méneville, 1849)
- Anthene crawshayi (en) (Butler, 1899)
- Anthene definita (Butler, 1899)
- Anthene irumu (en) (Stempffer, 1948)
- Anthene juba (en) (Fabricius, 1787)
- Anthene larydas (en) (Cramer, 1780)
- Anthene liodes (en) (Hewitson, 1874)
- Anthene lunulata (en) (Trimen, 1894)
- Anthene princeps (en) (Butler, 1876)
- Anthene rubricinctus (en) (Hollande, 1891)
- Anthene starki (en) Larsen, 2005
- Anthene sylvanus (en) (Drury, 1773)
- Anthene chryseostictus (en) (Bethune-Baker, 1910)
- Anthene lusones fulvimacula (en) (Mabille, 1890)
- Anthene hades (en) (Bethune-Baker, 1910)
- Anthene lamias (en) (Hewitson, 1878)
- Anthene nigeriae (en) (Aurivillius, 1905)
- Cupidesthes lithas (en) (Druce, 1890)

#### Polyommatini
- Cupidopsis cissus (en) (Godart, [1824])
- Cupidopsis jobates mauritanica (en) Riley, 1932
- Pseudonacaduba sichela (en) (Wallengren, 1857)
- Lampides boeticus (Linnaeus, 1767)
- Uranothauma belcastroi (en) Larsen, 1997
- Uranothauma falkensteini (en) (Dewitz, 1879)
- Phlyaria cyara stactalla (en) Karsch, 1895
- Cacyreus audeoudi (en) Stempffer, 1936
- Cacyreus lingeus (en) (Stoll, 1782)
- Cacyreus virilis (en) Stempffer, 1936
- Leptotes babaulti (Stempffer, 1935)
- Leptotes brevidentatus (en) (Tite, 1958)
- Leptotes jeanneli (en) (Stempffer, 1935)
- Leptotes pirithous (Linnaeus, 1767)
- Tuxentius carana kontu (en) (Karsch, 1893)
- Tarucus rosacée (Austaut, 1885)
- Tarucus ungemachi (en) Stempffer, 1942
- Zizeeria knysna (Trimen, 1862)
- Zizina antanossa (Mabille, 1877)
- Azanus Jésus (Guérin-Méneville, 1849)
- Azanus Mirza (Plotz, 1880)
- Azanus moriqua (en) (Wallengren, 1857)
- Azanus isis (en) (Drury, 1773)
- Eicochrysops dudgeoni (en) Riley, 1929
- Eicochrysops hippocrates (en) (Fabricius, 1793)
- Euchrysops albistriata greenwoodi (en) d'Abrera, 1980
- Euchrysops malathana (en) (Boisduval, 1833)
- Euchrysops osiris (en) (Hopffer, 1855)
- Euchrysops reducta (en) Hulstaert, 1924
- Thermoniphas micylus (en) (Cramer, 1780)
- Oboronia guessfeldti (en) (Dewitz, 1879)
- Oboronia ornata (en) (Mabille, 1890)
- Oboronia punctatus (en) (Dewitz, 1879)
- Lepidochrysops labeensis (en) Larsen & Warren-Gash, 2000
- Lepidochrysops parsimon (en) (Fabricius, 1775)
- Lepidochrysops synchrematiza (en) (Bethune-Baker, [1923])

## Riodinidés

### Nemeobiinae
- Abisara tantalus (en) (Hewitson, 1861)

## Nymphalidés

### Lybytheinae
- Libythea labdaca (en) Westwood, 1851

### Danainae

#### Danaini
- Danaus chrysippe alcippus (Cramer, 1777)
- Tirumala petiverana (en) (Doubleday, 1847)
- Amauris niavius (Linné, 1758)
- Amauris tartarea (en) Mabille, 1876
- Amauris damocles (en) (Fabricius, 1793)
- Amauris hecate (en) (Butler, 1866)

Satyrinae Melanitini
- Gnophodes betsimena parmeno (en) Doubleday, 1849
- Melanitis leda (Linnaeus, 1758)
- Melanitis libya (en) Distant, 1882

#### Satyrini
- Bicyclus abnormis (en) (Dudgeon, 1909)
- Bicyclus angulosa (en) (Maître d'hôtel, 1868)
- Bicyclus auricruda (en) (Butler, 1868)
- Bicyclus campus (en) (Karsch, 1893)
- Bicyclus dekeyseri (en) (Condamin, 1958)
- Bicyclus dorothea (en) (Cramer, 1779)
- Bicyclus ephorus (en) Weymer, 1892
- Bicyclus evadne (en) (Cramer, 1779)
- Bicyclus funebris (en) (Guérin-Méneville, 1844)
- Bicyclus ignobilis (en) (Maître d'hôtel, 1870)
- Bicyclus istaris (en) (Plotz, 1880)
- Bicyclus madetes (en) (Hewitson, 1874)
- Bicyclus mandanes (en) Hewitson, 1873
- Bicyclus milyas (en) (Hewitson, 1864)
- Bicyclus nobilis (en) (Aurivillius, 1893)
- Bicyclus pavonis (en) (Maître d'hôtel, 1876)
- Bicyclus procora (en) (Karsch, 1893)
- Bicyclus safitza (en) (Westwood, 1850)
- Bicyclus martius (en) (Fabricius, 1793)
- Bicyclus sandace (en) (Hewitson, 1877)
- Bicyclus sangmelinae (en) Condamin, 1963
- Bicyclus taenias (en) (Hewitson, 1877)
- Bicyclus trilophus jacksoni (en) Condamin, 1961
- Bicyclus vulgaris (en) (Butler, 1868)
- Bicyclus xeneas occidentalis (en) Condamin, 1965
- Bicyclus zinebi (en) (Maître d'hôtel, 1869)
- Hallelesis halyma (en) (Fabricius, 1793)
- Heteropsis elisi (en) (Karsch, 1893)
- Heteropsis peitho (en) (Plötz, 1880)
- Ypthima antennata cornesi (en) Kielland, 1982
- Ypthima asterope (Klug, 1832)
- Ypthima doleta (en) Kirby, 1880
- Ypthima pupillaris (en) Butler, 1888
- Ypthimomorpha itonia (en) (Hewitson, 1865)

### Charaxinae

#### Charaxini
- Charaxes varanes vologèses (Mabille, 1876)
- Charaxes fulvescens senegala (en) van Someren, 1975
- Charaxes candiope (en) (Godart, 1824)
- Charaxes protoclea (en) Feisthamel, 1850
- Charaxes boueti (en) Feisthamel, 1850
- Charaxes lucretius (en) Cramer, [1775]
- Charaxes lactetinctus (en) Karsch, 1892
- Charaxes jasius Poulton, 1926
- Charaxes castor (en) (Cramer, 1775)
- Charaxes brutus (Cramer, 1779)
- Charaxes pollux (en) (Cramer, 1775)
- Charaxes eudoxus eudoxus (en) (Drury, 1782)
- Charaxes eudoxus goubandana (en) Nicat, 2002
- Charaxes numenes (Hewitson, 1859)
- Charaxes tiridates (en) (Cramer, 1777)
- Charaxes smaragdalis (en) butleri Rothschild, 1900
- Charaxes imperialis (en) Butler, 1874
- Charaxes ameliae doumeti (en) Henning, 1989
- Charaxes hadrianus (en) Ward, 1871
- Charaxes nobilis claudei (en) le Moult, 1933
- Charaxes fourniesrae jolybouyeri (en) Vingerhoedt, 1998
- Charaxes zingha (en) (Stoll, 1780)
- Charaxes etesipe (Godart, 1824)
- Charaxes achaemenes atlantica (en) van Someren, 1970
- Charaxes eupale (en) (Drury, 1782)
- Charaxes anticlea (en) (Drury, 1782)
- Charaxes virilis (en) van Someren & Jackson, 1952
- Charaxes etheocles (en) (Cramer, 1777)
- Charaxes plantroui (en) Minig, 1975
- Charaxes cedreatis (en) Hewitson, 1874
- Charaxes viola (en) Butler, 1866
- Charaxes northcotti (en) Rothschild, 1899
- Charaxes pleione (en) (Godart, 1824)
- Charaxes paphianus falcata (en) (Butler, 1872)
- Charaxes nichetes leopardinus (en) Plantrou, 1974
- Charaxes lycurgus (en) (Fabricius, 1793)
- Charaxes zelica (en) Butler, 1869
- Charaxes porthos gallayi (en) van Someren, 1968

#### Euxanthini
- Euxanthe eurinome (en) (Cramer, 1775)

#### Pallini
- Palla ussheri (Maître d'hôtel, 1870)
- Palla decius (en) (Cramer, 1777)
- Palla violinitens (en) (Crowley, 1890)

### Apaturinae
- Apaturopsis cleochares (en) (Hewitson, 1873)

### Nymphalinae
- Kallimoides rumia (en) (Doubleday, 1849)
- Vanessula milca (en) (Hewitson, 1873)

#### Nymphalini
- Vanessa cardui (Linné, 1758)
- Junonia chorimene (en) (Guérin-Méneville, 1844)
- Junonia hierta cebrene Trimen, 1870
- Junonia œnone (Linnaeus, 1758)
- Junonia orithya madagascariensis Guénée, 1865
- Junonia sophia (en) (Fabricius, 1793)
- Junonia stygia (en) (Aurivillius, 1894)
- Junonia terea (en) (Drury, 1773)
- Junonia westermanni (en) Westwood, 1870
- Junonia cymodoce (en) (Cramer, 1777)
- Salamis cacta (en) (Fabricius, 1793)
- Protogoniomorpha parhassus (en) (Drury, 1782)
- Protogoniomorpha cytora (en) (Doubleday, 1847)
- Precis antilope (en) (Feisthamel, 1850)
- Precis ceryne ceruana (en) Rothschild & Jordan, 190
- Precis coelestina (en) Dewitz, 1879
- Precis frobeniusi (en) Strand, 1909
- Precis octavia (en) (Cramer, 1777)
- Precis pelarga (en) (Fabricius, 1775)
- Precis sinuata (en) Plötz, 1880
- Anthédon Hypolimnas (Doubleday, 1845)
- Hypolimnas aubergeri (en) Hecq, 1987
- Hypolimnas misippus (Linnaeus, 1764)
- Catacroptera cloanthe ligata (en) Rothschild & Jordan, 1903

### Cyrestinae

#### Cyrestini
- Cyrestis camillus (en) (Fabricius, 1781)

### Biblidinae

#### Biblidini
- Byblia anvatara crameri (en) Aurivillius, 1894
- Mésoxantha ethosea (Drury, 1782)
- Neptidopsis ophion (Cramer, 1777)
- Eurytela dryope (en) (Cramer, [1775])

#### Épicaliini
- Sevenia umbrina (en) (Karsch, 1892)

### Limenitinae

#### Limenitidini
- Harma theobene (en) Doubleday, 1848
- Cymothoe adela (en) Staudinger, 1890
- Cymothoe althea (en) (Cramer, 1776)
- Cymothoe aubergeri (en) Plantrou, 1977
- Cymothoe caenis (en) (Drury, 1773)
- Cymothoe fumana (en) (Westwood, 1850)
- Cymothoe hartigi (en) Belcastro, 1990
- Cymothoe jodutta (en) (Westwood, 1850)
- Cymothoe mabillei (en) Overlaet, 1944
- Cymothoé sangaris (Godart, 1824)
- Pseudoneptis bugandensis ianthe (en) Hemming, 1964
- Pseudacraea boisduvalii (en) (Doubleday, 1845)
- Pseudacraea eurytus (en) (Linnaeus, 1758)
- Pseudacraea lucretia (en) (Cramer, [1775])
- Pseudacraea semire (en) (Cramer, 1779)
- Pseudacraea warburgi (en) Aurivillius, 1892

#### Neptidini
- Neptis alta (en) Overlaet, 1955
- Neptis najo (en) Karsch, 1893
- Neptis kiriakoffi (en) Overlaet, 1955
- Neptis melicerta (en) (Drury, 1773)
- Neptis metella (en) (Doubleday, 1848)
- Neptis morosa (en) Overlaet, 1955
- Neptis nebrodes (en) Hewitson, 1874
- Neptis nemetes (en) Hewitson, 1868
- Neptis quintilla (en) Mabille, 1890
- Neptis serena (en) Overlaet, 1955

#### Adoliadini
- Catuna crithea (en) (Drury, 1773)
- Euryphura chalcis (en) (Felder & Felder, 1860)
- Hamanumida daedalus (en) (Fabricius, 1775)
- Aterica galene (en) (Brown, 1776)
- Cynandra opis (en) (Drury, 1773)
- Euriphene ampedusa (en) (Hewitson, 1866)
- Euriphene atossa (en) (Hewitson, 1865)
- Euriphene coerulea (en) Boisduval, 1847
- Euriphene gambiae gambiae (en) Feisthamel, 1850
- Euriphene gambiae vera (en) Hecq, 2002
- Euriphene simplex (en) (Staudinger, 1891)
- Euriphene veronica (en) (Stoll, 1780)
- Bebearia osyris (en) (Schultze, 1920)
- Bebearia absolon (en) (Fabricius, 1793)
- Bebearia mandinga (en) (Felder & Felder, 1860)
- Bebearia barce (en) (Doubleday, 1847)
- Bebearia mardania (en) (Fabricius, 1793)
- Bebearia cocalia (en) (Fabricius, 1793)
- Bebearia senegalensis (en) (Herrich-Schaeffer, 1858)
- Bebearia sophus sophus (en) (Fabricius, 1793)
- Bebearia sophus phreone (en) (Feisthamel, 1850)
- Bebearia arcadius (en) (Fabricius, 1793)
- Bebearia laetitia (en) (Plotz, 1880)
- Bebearia phantasina phantasina (en) (Staudinger, 1891)
- Bebearia phantasina ultima (en) Hecq, 1990
- Bebearia demetra (en) (Godart, 1824)
- Euphaedra medon pholus (en) (van der Hoeven, 1840)
- Euphaedra gausape (en) (Butler, 1866)
- Euphaedra judith (en) Weymer, 1892
- Euphaedra melpomene aubergeriana (en) Hecq, 1981
- Euphaedra hastiri (en) Hecq, 1981
- Euphaedra pallas (en) Hecq, 2004
- Euphaedra xypete (Hewitson, 1865)
- Euphaedra hebes (en) Hecq, 1980
- Euphaedra diffusa albocoerulea (en) Hecq, 1976
- Euphaedra crockeri (en) (Butler, 1869)
- Euphaedra eusemoides (en) (Grose-Smith & Kirby, 1889)
- Euphaedra cyparissa nimbina (en) Pyrcz & Warren-Gash, 2013
- Euphaedra sarcoptera ferrea (en) Pyrcz & Warren-Gash, 2013
- Euphaedra sarcoptera sarcoptera (en) (Butler, 1871)
- Euphaedra themis (en) (Hübner, 1807)
- Euphaedra dubreka (en) Collins & Larsen, 2005
- Euphaedra laboreana laboreana de Toulgëot, 1957
- Euphaedra laboreana eburnensis Hecq, 1979
- Euphaedra modesta (en) Hecq, 1982
- Euphaedra janetta (en) (Butler, 1871)
- Euphaedra aberrans (en) Staudinger, 1891
- Euphaedra occulta (en) Hecq, 1982
- Euphaedra ceres (en) (Fabricius, 1775)
- Euphaedra inanum (en) (Butler, 1873)
- Euphaedra phaethusa aurea (en) Hecq, 1983
- Euphaedra villiersi (en) Condamin, 1964
- Euphaedra tenebrosa (en) Hecq, 1983
- Euphaedra eleus (en) (Drury, 1782)
- Euphaedra edwardsii (en) (van der Hoeven, 1845)
- Euphaedra perseis (en) (Drury, 1773)
- Euphaedra harpalyce (en) (Cramer, 1777)
- Euphaedra eupalus (en) (Fabricius, 1781)
- Euptera dorothea dorothea (en) Bethune-Baker, 1904
- Euptera dorothea warrengashi (en) Libert, 2002
- Pseudathyma falcata (en) Jackson, 1969
- Pseudathyma neptidina (en) Karsch, 1894
- Pseudathyma plutonica sibyllina (en) (Staudinger, 1890)

### Héliconiinae

#### Acraeini
- Acraea camaena (en) (Drury, 1773)
- Acraea endoscota (en) Le Doux, 1928
- Néobule Acraea Doubleday, 1847
- Acraea quirina (en) (Fabricius, 1781)
- Acraea zetes (en) (Linnaeus, 1758)
- Acraea egina (en) (Cramer, 1775)
- Acraea caecilia (en) (Fabricius, 1781)
- Acraea pseudogina Westwood, 1852
- Acraea rogersi (en) Hewitson, 1873
- Acraea alcinoe (en) Felder & Felder, 1865
- Acraea macaria (en) (Fabricius, 1793)
- Acraea umbra charpenteri (Le Doux, 1937)
- Acraea vestalis (en) Felder & Felder, 1865
- Acraea acerata (en) Hewitson, 1874
- Acraea alciope (en) Hewitson, 1852
- Acraea pseudepaea (en) Dudgeon, 1909
- Acraea bonasia (en) (Fabricius, 1775)
- Acraea encedana (en) Pierre, 1976
- Acraea encedon (en) (Linnaeus, 1758)
- Acraea serena (en) (Fabricius, 1775)
- Acraea jodutta (en) (Fabricius, 1793)
- Quartier Acraea peneleos , 1871
- Acraea polis (en) Pierre, 1999
- Quartier Acraea pharsalus , 1871
- Acraea vesperalis (en) Grose-Smith, 1890
- Acraea parrhasia (en) (Fabricius, 1793)

#### Vagrantini
- Anticlia de Lachnoptera (Hübner, 1819)
- Phalanta eurytis (en) (Doubleday, 1847)
- Phalanta phalantha aethiopica (Rothschild & Jordan, 1903)

## Hespériidés

### Coeliadinae
- Coeliades aeschylus (en) (Plötz, 1884)
- Coeliades bixana (en) Evans, 1940
- Coeliades chalybe (en) (Westwood, 1852)
- Coeliades forestan (Stoll, [1782])
- Coeliades hanno (en) (Plötz, 1879)
- Coeliades pisistratus (en) (Fabricius, 1793)
- Pyrrhochalcia iphis (en) (Drury, 1773)

### Pyrgines

#### Celaenorrhinini
- Celaenorrhinus galenus (en) (Fabricius, 1793)
- Celaenorrhinus leona (en) Berger, 1975
- Celaenorrhinus meditrina (en) (Hewitson, 1877)
- Celaenorrhinus proxima maesseni (en) Berger, 1976
- Celaenorrhinus rutilans (en) (Mabille, 1877)
- Eretis lugens (en) (Rogenhofer, 1891)
- Eretis melania (en) Mabille, 1891
- Eretis plistonicus (en) (Plotz, 1879)
- Sarangesa bouvieri (en) (Mabille, 1877)
- Sarangesa brigida (en) (Plötz, 1879)
- Sarangesa laelius (en) (Mabille, 1877)
- Sarangesa majorella (en) (Mabille, 1891)
- Sarangesa phidyle (en) (Walker, 1870)
- Sarangesa tertullianus (en) (Fabricius, 1793)
- Sarangesa thecla (en) (Plötz, 1879)

#### Tagiadini
- Tagiades flesus (en) (Fabricius, 1781)
- Eagris decastigma (en) Mabille, 1891
- Eagris denuba (en) (Plotz, 1879)
- Eagris hereus quaterna (en) (Mabille, 1890)
- Eagris subalbida (en) (Hollande, 1893)
- Eagris tetrastigma subolivescens (en) (Hollande, 1892)
- Calleagris lacteus dannatti (en) (Ehrmann, 1893)
- Caprona adelica (en) Karsch, 1892
- Netrobalane canopus (en) (Trimen, 1864)
- Abantis bismarcki (en) Karsch, 1892
- Abantis elegantula (en) (Mabille, 1890)
- Abantis leucogaster (en) (Mabille, 1890)
- Abantis lucretia (en) Druce, 1909
- Abantis nigeriana (en) Butler, 1901
- Abantis pseudonigeriana (en) Usher, 1984

#### Carcharodini
- Spialia diomus (en) (Hopffer, 1855)
- Spialia dromus (en) (Plotz, 1884)
- Spialia ploetzi occidentalis (en) de Jong, 1977
- Spialia spio (en) (Linné, 1764)
- Gomalia elma (en) (Trimen, 1862)

### Hesperiinae

#### Aéromachines
- Astictopterus abjecta (en) (Snellen, 1872)
- Astictopterus anomoeus (en) (Plötz, 1879)
- Prosopalpus debilis (en) (Plötz, 1879)
- Prosopalpus saga (en) Evans, 1937
- Prosopalpus styla (en) Evans, 1937
- Gorgyra aretina (en) (Hewitson, 1878)
- Gorgyra diversata (en) Evans, 1937
- Gorgyra heterochrus (en) (Mabille, 1890)
- Gorgyra minima (en) Holland, 1896
- Gorgyra subfacatus (en) (Mabille, 1890)
- Gyrogra subnotata (en) (Holland, 1894)
- Teniorhinus watsoni (en) Holland, 1892
- Ceratrichia clara (en) Evans, 1937
- Ceratrichia nothus (en) (Fabricius, 1787)
- Ceratrichia phocion (en) (Fabricius, 1781)
- Ceratrichia semilutea (en) Mabille, 1891
- Pardaleodes edipus (en) (Stoll, 1781)
- Pardaleodes incerta murcia (en) (Plötz, 1883)
- Pardaleodes sator (en) (Westwood, 1852)
- Pardaleodes tibullus (en) (Fabricius, 1793)
- Xanthodisca rega (en) (Mabille, 1890)
- Rhabdomantis galatia (en) (Hewitson, 1868)
- Rhabdomantis sosia (en) (Mabille, 1891)
- Osmodes adon (en) (Mabille, 1890)
- Osmodes costatus (en) Aurivillius, 1896
- Osmodes distincta (en) Holland, 1896
- Osmodes laronia (en) (Hewitson, 1868)
- Osmodes lindseyi occidentalis (en) Miller, 1971
- Osmodes omar (en) Swinhoe, 1916
- Osmodes thora (en) (Plötz, 1884)
- Parosmodes morantii axis (en) Evans, 1937
- Osphantes ogowena (en) (Mabille, 1891)
- Acleros mackenii olaus (en) (Plötz, 1884)
- Acleros ploetzi (en) Mabille, 1890
- Semalea arela (en) (Mabille, 1891)
- Semalea pulvina (en) (Plötz, 1879)
- Semalea sextilis (en) (Plötz, 1886)
- Hypoleucis tripunctata (en) Mabille, 1891
- Meza cybeutes volta (en) Miller, 1971
- Meza elba (en) (Evans, 1937)
- Meza leucophaea (en) (Holland, 1894)
- Meza mabea (en) (Holland, 1894)
- Meza mabillei (en) (Holland, 1893)
- Meza meza (en) (Hewitson, 1877)
- Paronymus budonga (en) (Evans, 1938)
- Paronymus nevea (en) (Druce, 1910)
- Paronymus xanthias (en) (Mabille, 1891)
- Andronymus caesar (en) (Fabricius, 1793)
- Andronymus hero (en) Evans, 1937
- Zophopetes cerymica (en) (Hewitson, 1867)
- Zophopetes quaternata (en) (Mabille, 1876)
- Gamia shelleyi (en) (Sharpe, 1890)
- Artitropa comus (en) (Stoll, 1782)
- Mopala orma (en) (Plötz, 1879)
- Gretna waga (en) (Plötz, 1886)
- Pteroteinon caenira (en) (Hewitson, 1867)
- Pteroteinon laufella (en) (Hewitson, 1868)
- Pteroteinon pruna (en) Evans, 1937
- Leona leonora (en) (Plötz, 1879)
- Leona halma (en) Evans, 1937
- Caenides soritia (en) (Hewitson, 1876)
- Caenides dacela (en) (Hewitson, 1876)
- Caenides hidaroides (en) Aurivillius, 1896
- Caenides dacena (en) (Hewitson, 1876)
- Monza alberti (en) (Holland, 1896)
- Monza cretacea (en) (Snellen, 1872)
- Melphina noctula (en) (Druce, 1909)
- Fresna cojo (en) (Karsch, 1893)
- Fresna netopha (en) (Hewitson, 1878)
- Fresna nyassae (en) (Hewitson, 1878)
- Platylesches affinissima (en) Strand, 1921
- Platylesches batangae (en) (Holland, 1894)
- Platylesches chamaeleon (en) (Mabille, 1891)
- Platylesches galesa (en) (Hewitson, 1877)
- Platylesches moritili (en) (Wallengren, 1857)
- Platylesches picanini (en) (Holland, 1894)
- Platylesches robustus fofi (en) Larsen & Mei, 1998
- Platylesches rossii (en) Belcastro, 1986

#### Baorini
- Pelopidas mathias (en) (Fabricius, 1798)
- Pelopidas thrax (Hübner, 1821)
- Borbo borbonica (Boisduval, 1833)
- Borbo fallax (en) (Gaede, 1916)
- Borbo fanta (en) (Evans, 1937)
- Borbo fatuellus (en) (Hopffer, 1855)
- Borbo gemella (en) (Mabille, 1884)
- Borbo holtzi (en) (Plotz, 1883)
- Borbo perobscura (en) (Druce, 1912)
- Parnara monasi (en) (Trimen & Bowker, 1889)
- Gegenes hottentota (en) (Latreille, 1824)
- Gegenes niso brevicornis (en) (Plötz, 1884)
- Gegenes pumilio gambica (Mabille, 1878)

### Hétéroptérines
- Metisella tsadicus (en) (Aurivillius, 1905)